# Hosszúréti-patak
A Hosszúréti-patak (másik nevén Kő-ér) a Duna jobbparti mellékvize. Nagy vízhozamú, állandó vízfolyás. 17 km hosszú.

## Útvonala
A patak forrása a biatorbágyi erdőben található, és többek között Biatorbágy, Budakeszi, Törökbálint Budaörs területét érintve gyűjti össze a Budaörsi- és Budakeszi-medence vizeit, majd a fővárosba Kamaraerdőnél belépve vezeti le Kőérberek - Rózsavölgyön át Budafok irányába. Albertfalva és Budafok határán torkollik a Dunába.

## Hidrológiai jellemzők
Vízgyűjtő területe 114 (más források szerint 123) négyzetkilométer, ami a Dunántúli-középhegység nagytájon belül, a Dunazug-hegyvidék középtáj legkeletibb részén, főként a Budakeszi- és Budaörsi-medence kistájakon terül el.
A patakon létesített első nagyobb mesterséges állóvíz az 1970-ben felduzzasztott Törökbálinti-tó volt.
A kis vízgyűjtő terület miatt a rövid idejű, nagy intenzitású csapadékok nagy terhelést okoznak a patak vízhálózatának. Ettől eltekintve a vízgyűjtő alapvetően vízhiányosnak számít.
A patak nyomvonala a budapesti agglomerációba esik, és annak beépítettsége, a növényzet fokozatos visszaszorulása kedvezőtlenül befolyásolja a vízszállító-képességet. Erre markáns példa volt a 2010. május 30-ai heves felhőszakadás, amely komoly árvizeket okozott Törökbálinton, majd az innen levonuló víz útjába eső Budafokon. A patak alsó szakaszán a közvetlenül mellette haladó 41-es villamos pályáját is elöntötte.
A patakba torkollik Budaörs és Törökbálint határán a Hosszúréti-árok (Dulácska-patak) és a Budakeszi-árok, Kamaraerdőnél pedig a Budaörsi-árok.